# Bouchain (Nord)
Pour les articles homonymes, voir Bouchain.
Bouchain est une commune française située dans le département du Nord, en région Hauts-de-France.

## Géographie

### Description
Bouchain est un gros bourg de l'Ostrevent situé à 16 km au sud-ouest de Valenciennes, 30 km à l'est de Douai, 44 km au sud-est de Lille, 29 km à l'ouest de la frontière franco-belge et 32 km de Mons, 33 km à l'ouest de Maubeuge et 15 km au nord-est de Cambrai.
Il est situé à proximité du parc naturel régional Scarpe-Escaut et est desservi par la route départementale 943 de Bouchain à Aniche tout en étant aisément accessible depuis l'autoroute A2.
La ligne de Busigny à Somain tangente à l'est le territoire communal.

### Communes limitrophes
|                        | Mastaing            | Rœulx Lourches                       |
| Marquette-en-Ostrevant | Bouchain            | Neuville-sur-Escaut Lieu-Saint-Amand |
| Wavrechain-sous-Faulx  | Paillencourt Estrun | Hordain                              |

### Hydrographie

#### Réseau hydrographique
La commune est située dans le bassin Artois-Picardie. Elle est drainée par la rivière Sensée, le canal de la Sensée du confluent du canal du Nord au confluent de l'Escaut canalisé, la Navie Malvaux, la Vieil-Escaut et divers autres petits cours d'eau,.
L'Escaut traverse d'ouest en est la commune et passe au niveau des restes de l'ancien château de Bouchain. C'est un fleuve européen de 355 km de long, qui traverse trois pays (France, Belgique et Pays-Bas), avant de se jeter en mer du Nord. La partie canalisée en France relie Cambraià , après avoir traversé 34 communes.
La Sensée, d'une longueur de 20 km, prend sa source dans la commune de Arleux et se jette  dans l'Escaut canalisée sur la commune, après avoir traversé douze communes.
Le canal de la Sensée permet un lien entre le canal de Saint-Quentin au nord de Cambrai avec la Scarpe canalisée et le canal de la Deûle à Douai.

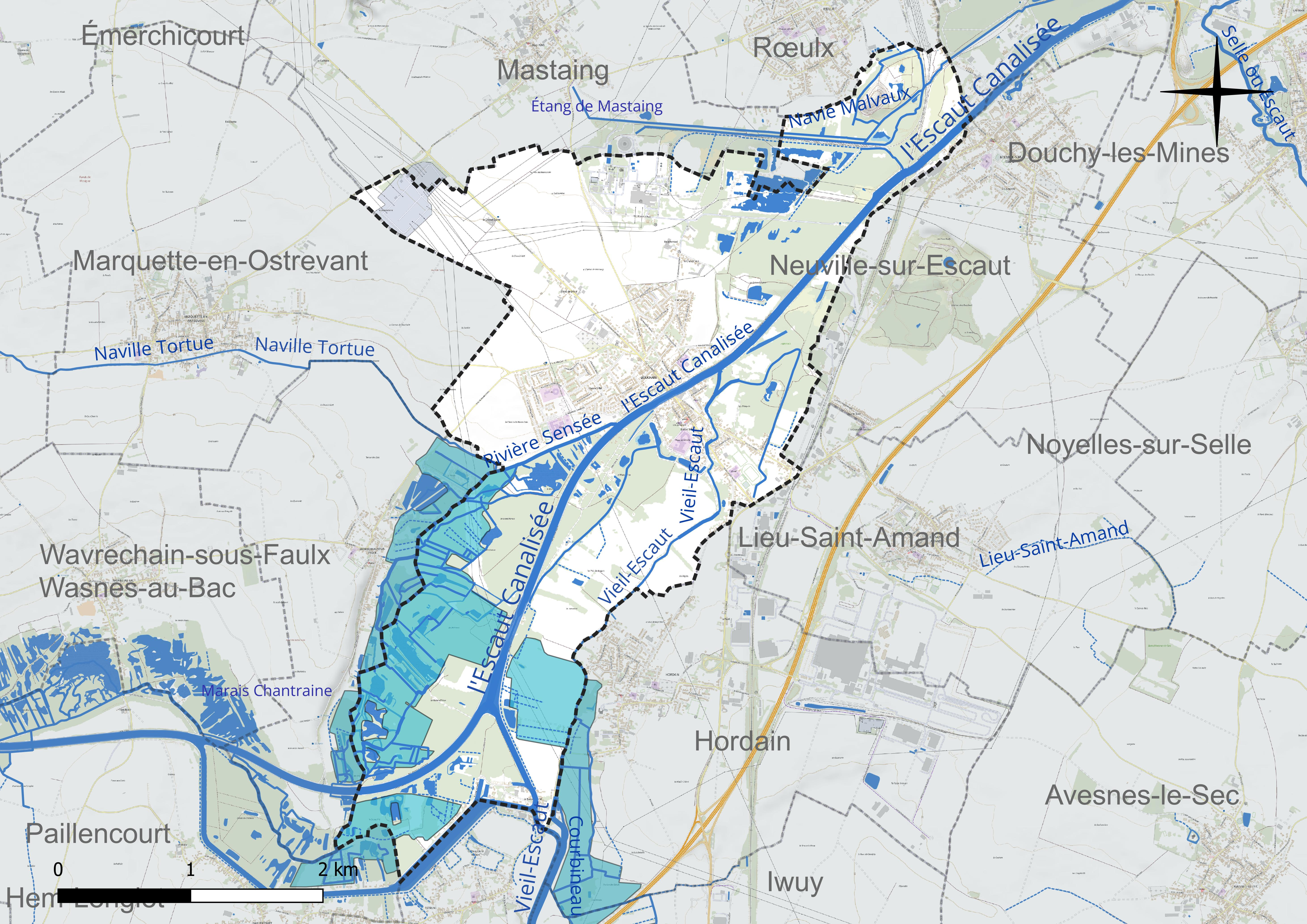
Réseau hydrographique de Bouchain.

#### Gestion et qualité des eaux
Le territoire communal est couvert par le schéma d'aménagement et de gestion des eaux (SAGE) « Escaut ». Ce document de planification concerne un territoire de 2 005 km2 de superficie, délimité par le bassin versant de l'Escaut. Le périmètre a été arrêté le 9 juin 2006 et le SAGE proprement dit a été approuvé le 13 juillet 2021. La structure porteuse de l'élaboration et de la mise en œuvre est le syndicat mixte Escaut et Affluents (SyMEA).
La qualité des cours d'eau peut être consultée sur un site dédié géré par les agences de l'eau et l'Agence française pour la biodiversité.

### Climat
Pour des articles plus généraux, voir Climat des Hauts-de-France et Climat du Nord.
En 2010, le climat de la commune est de type climat océanique dégradé des plaines du Centre et du Nord, selon une étude du CNRS s'appuyant sur une série de données couvrant la période 1971-2000. En 2020, Météo-France publie une typologie des climats de la France métropolitaine dans laquelle la commune est exposée à un climat océanique et est dans la région climatique Nord-est du bassin Parisien, caractérisée par un ensoleillement médiocre, une pluviométrie moyenne régulièrement répartie au cours de l'année et un hiver froid (3 °C).
Pour la période 1971-2000, la température annuelle moyenne est de 10,6 °C, avec une amplitude thermique annuelle de 14,9 °C. Le cumul annuel moyen de précipitations est de 692 mm, avec 12,3 jours de précipitations en janvier et 9,4 jours en juillet. Pour la période 1991-2020, la température moyenne annuelle observée sur la station météorologique la plus proche, située sur la commune de Valenciennes à 17 km à vol d'oiseau, est de 11,0 °C et le cumul annuel moyen de précipitations est de 694,1 mm,. Pour l'avenir, les paramètres climatiques de la commune estimés pour 2050 selon différents scénarios d'émission de gaz à effet de serre sont consultables sur un site dédié publié par Météo-France en novembre 2022.

## Urbanisme

### Typologie
Au 1er janvier 2024, Bouchain est catégorisée petite ville, selon la nouvelle grille communale de densité à sept niveaux définie par l'Insee en 2022.
Elle appartient à l'unité urbaine de Valenciennes (partie française), une agglomération internationale regroupant 56  communes, dont elle est une commune de la banlieue,,. Par ailleurs la commune fait partie de l'aire d'attraction de Bouchain, dont elle est la commune-centre,. Cette aire, qui regroupe 1 communes, est catégorisée dans les aires de moins de 50 000 habitants,.

### Occupation des sols
L'occupation des sols de la commune, telle qu'elle ressort de la base de données européenne d'occupation biophysique des sols Corine Land Cover (CLC), est marquée par l'importance des territoires agricoles (35,9 % en 2018), en diminution par rapport à 1990 (37,2 %). La répartition détaillée en 2018 est la suivante :
terres arables (28,4 %), forêts (20,2 %), zones urbanisées (17 %), zones humides intérieures (14,7 %), zones industrielles ou commerciales et réseaux de communication (7,6 %), prairies (7 %), mines, décharges et chantiers (4,6 %), zones agricoles hétérogènes (0,5 %). L'évolution de l'occupation des sols de la commune et de ses infrastructures peut être observée sur les différentes représentations cartographiques du territoire : la carte de Cassini (XVIIIe siècle), la carte d'état-major (1820-1866) et les cartes ou photos aériennes de l'IGN pour la période actuelle (1950 à aujourd'hui).

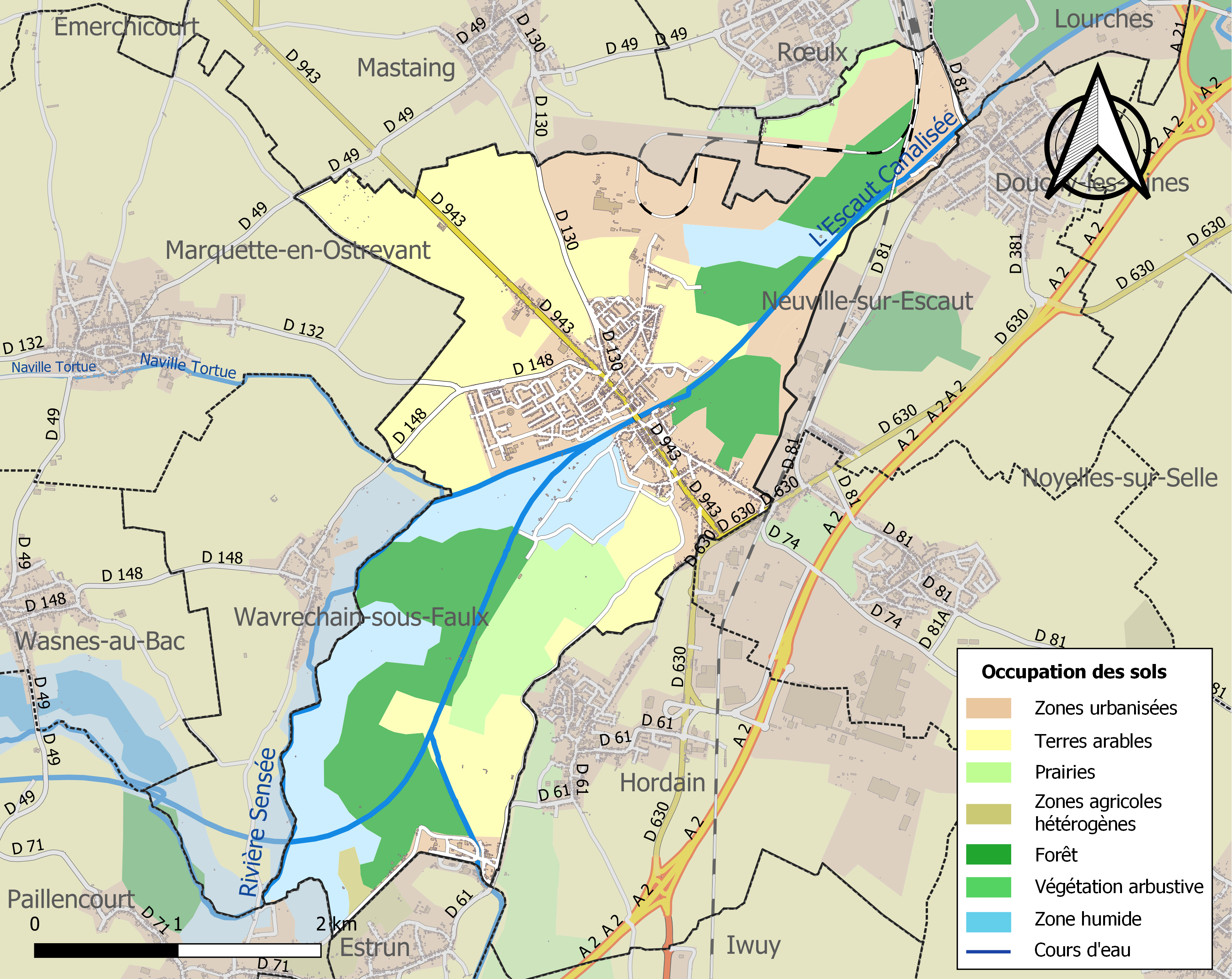
Carte des infrastructures et de l'occupation des sols de la commune en 2018 (CLC).

### Habitat et logement
En 2019, le nombre total de logements dans la commune était de 1 827, alors qu'il était de 1 839 en 2014 et de 1 722 en 2009.
Parmi ces logements, 90,8 % étaient des résidences principales, 0,5 % des résidences secondaires et 8,7 % des logements vacants. Ces logements étaient pour 91,2 % d'entre eux des maisons individuelles et pour 8,6 % des appartements.
Le tableau ci-dessous présente la typologie des logements à Bouchain en 2019 en comparaison avec celle du Nord et de la France entière. Une caractéristique marquante du parc de logements est ainsi une proportion de résidences secondaires et logements occasionnels (0,5 %) inférieure à celle du département (1,6 %) mais supérieure à celle de la France entière (9,7 %). Concernant le statut d'occupation de ces logements, 68 % des habitants de la commune sont propriétaires de leur logement (66,9 % en 2014), contre 54,7 % pour le Nord et 57,5 pour la France entière.
| Typologie                                               | Bouchain | Nord | France entière |
| ------------------------------------------------------- | -------- | ---- | -------------- |
| Résidences principales (en %)                           | 90,8     | 90,6 | 82,1           |
| Résidences secondaires et logements occasionnels (en %) | 0,5      | 1,6  | 9,7            |
| Logements vacants (en %)                                | 8,7      | 7,8  | 8,2            |

### Voies de communication et transports
La gare de Bouchain, située à l'extrémité de la « ville basse », est desservie par des trains TER Hauts-de-France qui effectuent des missions entre les gares de Cambrai et de Valenciennes.
La commune est desservie par les lignes 101 et 112 du réseau urbain Transvilles et par la ligne 827 du réseau interurbain Arc-en-Ciel 3.

## Toponymie
Bulcinius, Amplissima collectio ; 899. Bulcen, Balderic. Bulcem. Bouchem. Bulcheng. Bouching. Buccinium, Gallia christiana. Buchemium. Bochanium.
Boesem en flamand.

## Histoire

### Antiquité
Vers 425, le Patrice Aetius bat les francs Saliens menés par Chlodion, ce qui amènera un traité d'alliance entre les Francs saliens et l'Empire romain.

### Moyen-Âge
Par une Charte de 899, Charles le Simple confirme à l'abbaye de Saint-Amand la possession de Bulcinum (Bouchain).
La ville est prise d'assaut, livrée au pillage puis incendiée en 1102 par l'empereur germanique Henri IV. Peu de temps après, Godefroid III vend la ville à Baudouin IV comte de Hainaut qui y construit un château et rétablit les fortifications.
En 1155, Bouchain est le siège d'une châtellenie du comté du Hainaut dont elle est l'une des 24 place-fortes. La tour de l'Ostrevent est édifiée en 1164 par Baudouin IV.
En 1202, le roi Philippe le Bel soutenant les intérêts des bourgeois de Valenciennes contre leurs comte, Jean II d'Avesnes, met comme condition au traité de paix avec ce dernier que les portes du château de Bouchain seraient abattues, mais le comte rentra en grâce et le traité ne fut pas exécuté.
En 1432, dans l'accord par lequel le duc de Bourgogne, Philippe le Bon, était déclaré héritier de sa cousine Jacqueline de Bavière comtesse de Hainaut, un article spécial réserva au mari de cette princesse, Vranck van Borselen, la jouissance pendant sa vie de Bouchain et du comté d'Ostrevant, dont il prit le titre.
La ville qui faisait partie des possessions bourguignonnes est convoitée par les rois de France. Elle est assiégée par le roi Louis XI en 1477 qui faillit périr devant la ville. Un coup de fauconneau qui lui était destiné atteignit Tanneguy IV du Chastel, sur lequel il s'appuyait et qui mourut de cette blessure. Toutefois la ville fut prise, mais elle fut évacuée l'année suivante par suite d'une convention  avec l'archiduc Maximilien d'Autriche.

### Temps modernes
En 1521, les impériaux assiégeaient Tournai. Pour forcer l'armée à lever le siège, les Français s'emparèrent de Bouchain, réduisirent la ville en cendres et dévastèrent tout le pays sans parvenir à leur but.
Lors des guerres religieuses, Bouchain tombe aux mains des Protestants. C'est en vain que les bourgeois de Douai tentent de s'en emparer par un coup de main. La garnison prévenue à temps tue une partie du détachement et fit un grand nombre de prisonniers. Pour se venger de cet échec, le comte de Mansfeld met le siège devant la ville et la prend en août 1580.
La ville haute est ravagée par un incendie en 1580 qui détruit la majorité des bâtiments, y compris l'Hôtel-de-ville reconstruit en 1600.
La ville est sous domination des Habsbourg d'Espagne.
Lors de la guerre de Hollande, en 1676, Bouchain est prise par les troupes du royaume de France commandées par Philippe duc d'Orléans après un siège de 5 jours.
Bouchain dont les fortifications sont renforcées par Vauban fait partie de la deuxième ligne du pré carré avec les villes fortifiées d'Avesnes, Landrecies, Cambrai, Douai, Arras, Béthune, Saint-Venant, Saint-Omer et Gravelines.

Les traités de Nimègue et de Ryswick confirment en 1678, l'appartenance de Bouchain au royaume de France.
Durant la guerre de Succession d'Espagne, Bouchain est assiégée, le 9 août 1711 et prise le 12 septembre suivant, par les troupes de la Grande Alliance.
Elle est une nouvelle fois assiégée, du 1er au 19 octobre 1712 par les troupes françaises qui reprennent la place forte.
Bouchain avait un collège qui ne comptait que 16 élèves en 1760
La châtellenie de Bouchain était fort étendue, elle comprenait soixante-sept villages. La cure de cette ville est l'un des soixante-six décanats du diocèse de Cambrai. L'abbé de Saint-Amand en était collateur.

### Révolution française et Empire
Pendant les guerres de la Révolution française, les Autrichiens tentent de s'emparer de la ville en 1793 mais échouent.
En 1802-1803, pour les transports, la ville bénéficie de se trouver sur le trajet des diligences reliant Valenciennes à Douai, et de là vers de nombreuses destinations.
En 1808, Bouchain est un dépôt principal de sûreté, centre de détention intermédiaire entre les dépôts de sûreté et les prisons.

### Époque contemporaine
Les fortifications sont démantelées en 1892. Quelques éléments sont préservés, la tour d'Ostrevant de 1174, le bastion des Forges avec sa courtine de 1535, une galerie souterraine.

#### Première Guerre mondiale
Bouchain a souffert de l'occupation allemande de 1914 à 1918.
La ville a été décorée de la Croix de guerre 1914-1918 le 9 janvier 1922.

#### Seconde Guerre mondiale

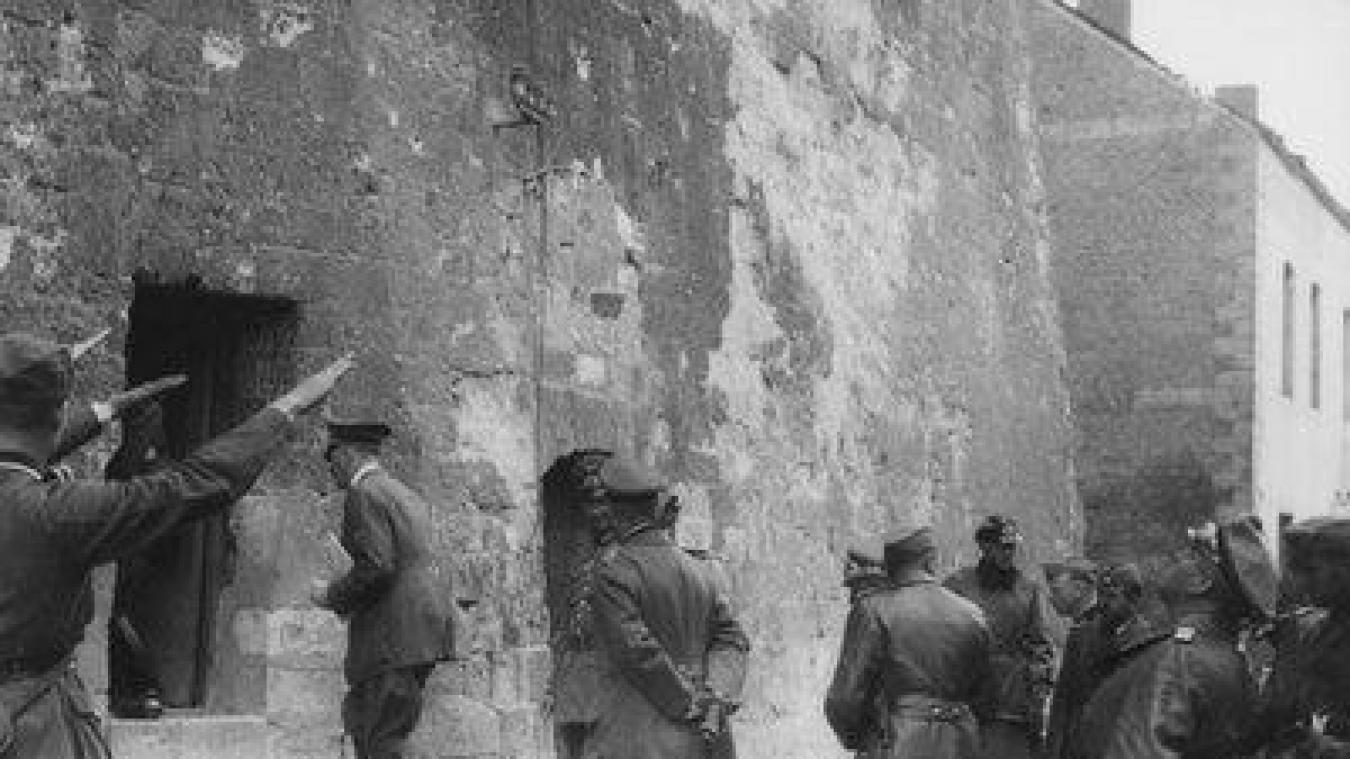
Hitler pénétrant dans la tour d'Ostrevant

Du 20 au 26 mai 1940, la ville est un point d'appui d'une section d'assaut du 45e régiment d'infanterie qui sera la dernière à se rendre de la bataille de l'Escaut après 8 jours de résistance contre une armée supérieure en nombre. La ville est dévastée par ces affrontements qui détruisent 80 % des maisons.
Hitler se rend sur place le 2 juin 1940 lors d'une visite des champs de bataille de l'Escaut et de la Somme.
La ville est décorée une seconde fois de la Croix de guerre, celle de celle de 1939-1945 avec étoile d'argent le 11 novembre 1948.

#### Trente glorieuses
La ville est reconstruite au début des années 1950.
La commune a accueilli durant une quarantaine d'années une centrale thermique qui jusqu'en 2005 a annuellement brûlé jusqu'à 100 000 tonnes de charbon (russe et polonais depuis la fermeture du bassin minier du Nord-Pas-de-Calais) pour produire de l'électricité. La durée de vie devrait être prolongée de 25 ans, avec une moindre pollution de l'air, grâce à un passage au gaz (« centrale à cycle combiné », à rendement de plus de 62 %, ce qui devrait doubler sa puissance, la portant à 625 MW ; de quoi alimenter 680 000 équivalents habitants en électricité). 
 Cette centrale a également accueilli dans les années 1970 le prototype de turbine à combustion (TG 9000B) construit à l'époque à Belfort en copropriété entre Alsthom et General Electric. Cette turbine développait une puissance de l'ordre de 100 MW, entrainait directement un alternateur à 3 000 tr/min et pouvait fonctionner au choix de l'exploitant au gazole, au fioul lourd ou au gaz naturel.
En 2011, la centrale a produit plus de 220 000 MWh, de quoi fournir en électricité 300 000 équivalents habitants, faisant de cette unité une des premières sources de CO2 de la région selon les inventaires de la DRIRE (maintenant intégrée dans la DREAL) ; cette centrale thermique était en 2010 le second plus gros émetteur d'oxydes d'azote (1 945 tonnes par an), second émetteur de particules (364 tonnes de poussières par an) et le 4e plus gros émetteur régional de CO2, avec 672 000 tonnes par an.
L'utilisation du gaz naturel pour la nouvelle turbine à combustion 9HA de General Electric en cycle combiné devrait diviser par deux les émissions de CO2 et faire tomber les émissions d'oxydes d'azote à 50 t/an, tout en divisant par 10 les émissions de CO (monoxyde de carbone, qui devrait passer de 300 à 30 t/an). La tour aéroréfrigérante de 125 mètres devrait être conservée.

### Anciennes fortifications
La ville était un bourg castral entouré d'une enceinte construite dans la deuxième moitié du XIIe siècle par Baudouin IV en même temps que le château dont seule subsiste la tour d'Ostrevant. Cette enceinte était percée d'une porte au nord, près de ce château, la porte d'Ostrevant.
En 1532, à la suite du siège de 1522 et de l'incendie de la ville, Charles Quint fait reconstruire l'enceinte médiévale entourant la ville haute, comprenant des courtines entourées de fossés inondés avec quatre bastions aux angles et deux portes, la porte entre deux-villes prolongée d'un pont-levis et d'un pont sur la Sensée qui communique avec la ville basse et la porte haute ou porte de Douai sur la route au-nord-ouest de la ville qui remplace la porte d'Ostrevant. Cet ensemble constitue une Citadelle.
La ville basse étroite et longue, qui apparait comme un faubourg sur la carte de Deventer de 1545, est fortifiée au cours du XVIIe siècle avec construction de courtines bordées de fossés alimentés par l'Escaut et la Sensée. La ville basse se termine par une porte au-delà de laquelle une route conduit à un pont sur l'Escaut. Cette route est bordée de fortifications et le pont est protégé par une demi-lune.
Après la prise de Bouchain par l'armée du Roi Louis XIV en 1676, les fortifications de la ville haute sont renforcées par Vauban qui les complète de demi-lunes et d'ouvrages à cornes.
Bouchain est, de plus, protégé par des zones inondables en amont (nord-est) et en aval (sud-ouest), l'arrivée de l'eau étant commandées par l'ouverture d'écluses sur la Sensée et l'Escaut.
Les fortifications sont démantelées en 1893 sauf quelques éléments préservés notamment la Tour d'Ostrevant et le bastion des forges.

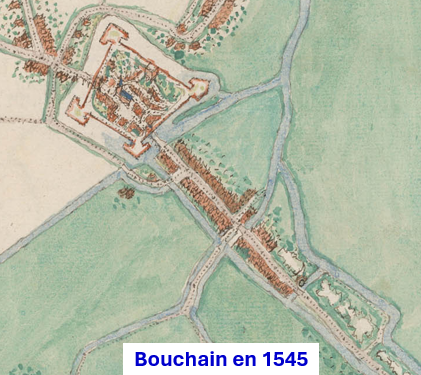
Bouchain en 1545 sur plan Deventer
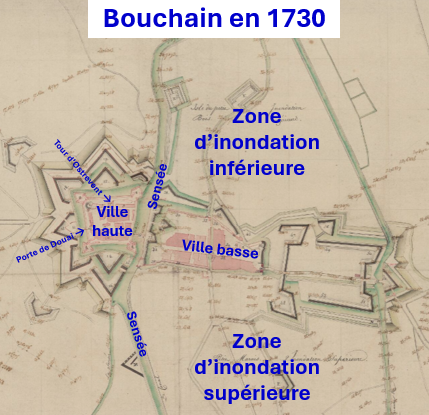
Bouchain en 1730
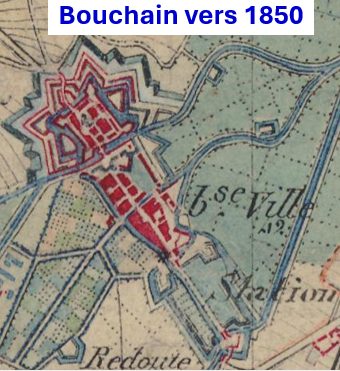
Bouchain vers 1850 sur carte d'État-Major

## Politique et administration

### Rattachements administratifs et électoraux

#### Rattachements administratifs
La commune se trouve depuis 1824 dans l'arrondissement de Valenciennes du département du Nord.
Elle était depuis 1793 le chef-lieu du canton de Bouchain. Dans le cadre du redécoupage cantonal de 2014 en France, cette circonscription administrative territoriale a disparu, et le canton n'est plus qu'une circonscription électorale.

#### Rattachements électoraux
Pour les élections départementales, la commune fait partie depuis 2014 du canton de Denain
Pour l'élection des députés, elle fait partie de la dix-neuvième circonscription du Nord.

### Intercommunalité
Bouchain est un membre fondateur de la communauté d'agglomération de la Porte du Hainaut, un établissement public de coopération intercommunale (EPCI) à fiscalité propre créé initialement en 2001 et auquel la commune a transféré un certain nombre de ses compétences, dans les conditions déterminées par le code général des collectivités territoriales.

### Liste des maires
Maire en 1808 :Menu.
| Période                                  | Période                         | Identité             | Étiquette | Qualité                                                                                 |
| ---------------------------------------- | ------------------------------- | -------------------- | --------- | --------------------------------------------------------------------------------------- |
| Les données manquantes sont à compléter. |                                 |                      |           |                                                                                         |
| avant 1802                               | après 1807                      | M. Dronsart          |           | Propriétaire                                                                            |
| Les données manquantes sont à compléter. |                                 |                      |           |                                                                                         |
| 1920                                     | mai 1929                        | Fernand Bourgeois    |           | Négociant en vins                                                                       |
| mai 1929                                 |                                 | Henri Paul           |           | Juge de paix                                                                            |
| Les données manquantes sont à compléter. |                                 |                      |           |                                                                                         |
| mai 1945                                 | mars 1951                       | Georges Richard      |           | Métallurgiste Démissionnaire                                                            |
| mars 1951                                | mai 1953                        | Roger Devos          |           | Enseignant                                                                              |
| mai 1953                                 | mars 1959                       | Octave Dru           |           | Constructeur de péniches                                                                |
| mars 1959                                | mars 1971                       | Jules Guidez         |           | Entrepreneur                                                                            |
| mars 1971                                | juin 1987                       | Rodolphe Lempereur   | DVG       | Notaire retraité                                                                        |
| juin 1987                                | juin 1995                       | Albert Leduc         | DVD       | Percepteur                                                                              |
| juin 1995                                | décembre 1995                   | Jean Dhollande       | PCF       | Receveur des postes Conseiller général de Bouchain (1985 → 1995) Décédé en fonction     |
| décembre 1995                            | mars 2008                       | Michel Caron         | PCF       | Enseignant retraité                                                                     |
| mars 2008                                | 30 octobre 2014                 | Jacques-Pierre Boltz | DVD       | Logisticien Réélu pour le mandat 2014-2020, mais élection annulée par le Conseil d'État |
| décembre 2014                            | En cours (au 13 septembre 2022) | Ludovic Zientek      | PS        | Attaché parlementaire Réélu pour le mandat 2020-2026,                                   |

### Jumelages
Bouchain est jumelée avec les villes d'Eitorf (ville de Rhénanie, Allemagne) et de Halesworth (Grande-Bretagne).

## Équipements et services publics

### Enseignement
Bouchain relève de l'académie de Lille.
La ville dispose de deux écoles primaires : Groupe Scolaire Jean Zay, rue Roger Darthois - et l'école primaire Albert DOuay, à laquelle est juxtaposée l'école maternelle Albert Douay, rue Gustave Charpentier
Un collège existe également à Bouchain, le "collège de l'Ostrevant"

### Santé
Maison de retraite

### Justice, sécurité, secours et défense
La commune relève du tribunal judiciaire de Valenciennes, de la cour d'appel de Douai, du tribunal pour enfants de Valenciennes, du conseil de prud'hommes de Valenciennes, du tribunal de commerce de Valenciennes, du tribunal administratif de Lille et de la cour administrative d'appel de Douai.

## Population et société

### Démographie

#### Évolution démographique
L'évolution du nombre d'habitants est connue à travers les recensements de la population effectués dans la commune depuis 1800. Pour les communes de moins de 10 000 habitants, une enquête de recensement portant sur toute la population est réalisée tous les cinq ans, les populations de référence des années intermédiaires étant quant à elles estimées par interpolation ou extrapolation. Pour la commune, le premier recensement exhaustif entrant dans le cadre du nouveau dispositif a été réalisé en 2007.

En 2022, la commune comptait 4 054 habitants, en évolution de +1,4 % par rapport à 2016 (Nord : +0,51 %, France hors Mayotte : +2,11 %).
| 1800  | 1806  | 1821  | 1831  | 1836  | 1841  | 1846  | 1851  | 1856  |
| ----- | ----- | ----- | ----- | ----- | ----- | ----- | ----- | ----- |
| 1 128 | 1 102 | 1 198 | 1 183 | 1 148 | 1 401 | 1 463 | 1 577 | 1 632 |

| 1861  | 1866  | 1872  | 1876  | 1881  | 1886  | 1891  | 1896  | 1901  |
| ----- | ----- | ----- | ----- | ----- | ----- | ----- | ----- | ----- |
| 1 501 | 1 504 | 1 607 | 1 685 | 1 763 | 1 859 | 1 405 | 1 527 | 1 760 |

| 1906  | 1911  | 1921  | 1926  | 1931  | 1936  | 1946  | 1954  | 1962  |
| ----- | ----- | ----- | ----- | ----- | ----- | ----- | ----- | ----- |
| 1 716 | 2 214 | 1 732 | 2 076 | 2 434 | 2 402 | 2 421 | 2 812 | 3 505 |

| 1968  | 1975  | 1982  | 1990  | 1999  | 2006  | 2007  | 2012  | 2017  |
| ----- | ----- | ----- | ----- | ----- | ----- | ----- | ----- | ----- |
| 3 916 | 4 826 | 4 543 | 4 317 | 4 282 | 4 187 | 4 174 | 3 995 | 3 952 |

| 2022  | - | - | - | - | - | - | - | - |
| ----- | - | - | - | - | - | - | - | - |
| 4 054 | - | - | - | - | - | - | - | - |

#### Pyramide des âges
En 2018, le taux de personnes d'un âge inférieur à 30 ans s'élève à 31,5 %, soit en dessous de la moyenne départementale (39,5 %). À l'inverse, le taux de personnes d'âge supérieur à 60 ans est de 30,3 % la même année, alors qu'il est de 22,5 % au niveau départemental.
En 2018, la commune comptait 1 904 hommes pour 2 036 femmes, soit un taux de 51,68 % de femmes, légèrement inférieur au taux départemental (51,77 %).
Les pyramides des âges de la commune et du département s'établissent comme suit.
| Hommes | Classe d’âge | Femmes |
| ------ | ------------ | ------ |
| 0,4    | 90 ou +      | 2,3    |
| 7,1    | 75-89 ans    | 11,9   |
| 18,1   | 60-74 ans    | 20,4   |
| 21,9   | 45-59 ans    | 20,1   |
| 18,0   | 30-44 ans    | 16,5   |
| 16,5   | 15-29 ans    | 13,0   |
| 17,9   | 0-14 ans     | 15,7   |

| Hommes | Classe d’âge | Femmes |
| ------ | ------------ | ------ |
| 0,5    | 90 ou +      | 1,4    |
| 5,3    | 75-89 ans    | 8,1    |
| 14,8   | 60-74 ans    | 16,2   |
| 19,1   | 45-59 ans    | 18,4   |
| 19,5   | 30-44 ans    | 18,7   |
| 20,7   | 15-29 ans    | 19,1   |
| 20,2   | 0-14 ans     | 18     |

### Sports et loisirs
De nombreuses associations sportives existent à Bouchain : cyclotourisme (avec l'OCCB), musculation, l'équitation, judo (EJJB) et karaté, football, futsal, tennis, gymnastique (avec le Foyer Laïc d'Éducation Populaire ou FLEP), la danse (FLEP), etc.

## Économie
- Etablissements H. Dépret, fabrique de bonbons résineux à la sève de pin et au miel "L'air des Vosges" dite du père Dépret.
- Centrale thermique

## Culture locale et patrimoine

### Lieux et monuments

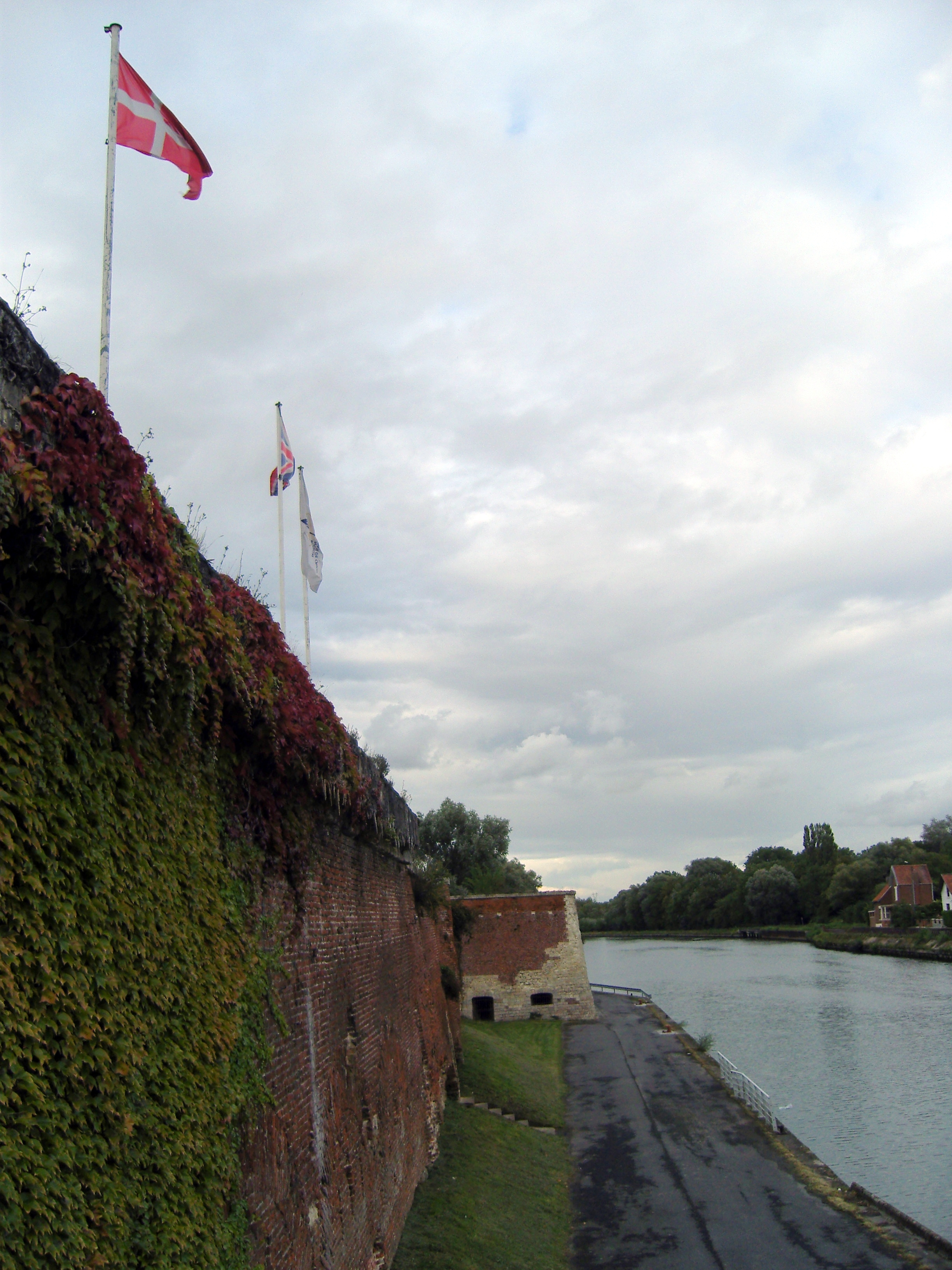
Les fortifications.

- L'église catholique Saint-Quentin de Bouchain ;
- Bouchain possède une tour médiévale datant du XIIe siècle, modifiée aux XVIe et XVIIIe siècles : la Tour d'Ostrevant[48].

Elle se dresse en « ville haute » en plus d'être classé Monument Historique depuis 1981 ;
C'est sur la plate-forme de la tour d'Ostrevant qu'Hitler s'est fait expliquer le déroulement des combats de mai 1940, combats au cours desquels le 45 R.I. tint en échec l'armée allemande durant près d'une semaine, ralentissant ainsi l'avancée de l'ennemi se dirigeant alors vers Dunkerque.
- Quelques vestiges des fortifications en bordure de l'Escaut : le bastion des Forges et une partie de sa courtine, vestiges de l'enceinte fortifiée (XVIe siècle)
- Également des vestiges en « ville basse », notamment les deux étangs dits Grand-Large et Petit-Large, anciens fossés de la ville fortifiée, aujourd'hui lieux de rencontre des pêcheurs.
- Le tordoir en ville basse, ancien moulin

- Le musée d'Ostrevant, installé dans la tour du même nom. Musée d'histoire locale et des métiers anciens, il abrite diverses collections d'armes, de batellerie, mais aussi divers objets de la vie quotidienne du siècle dernier.

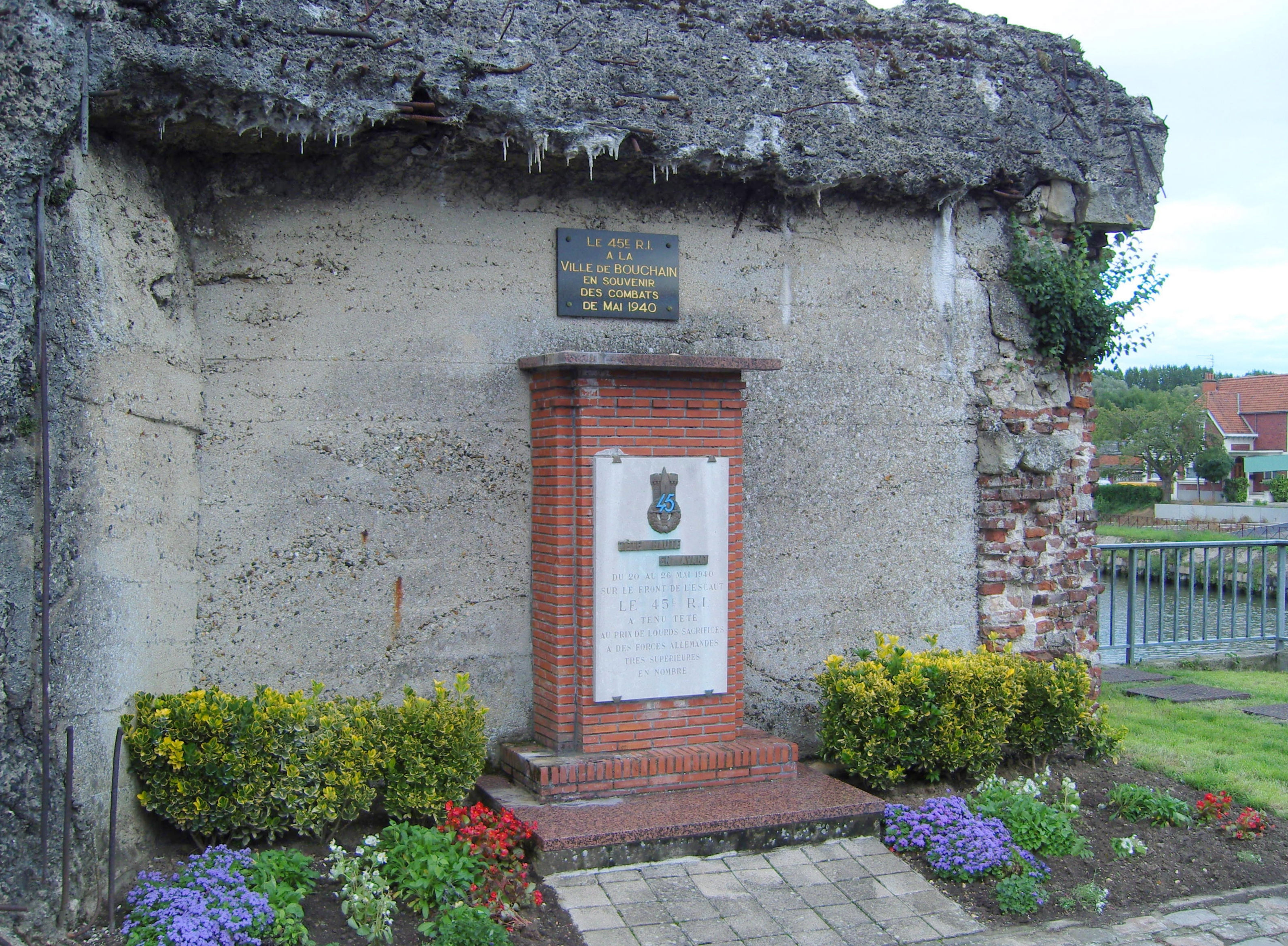
Hommage au 45e RI - combats de mai 1940.

- Le cimetière militaire allemand jouxtant le cimetière communal.

### Personnalités liées à la commune

#### Nées à Bouchain
- Anselme II de Bouchain, dit le Barbu, (XIe siècle) comte d'Ostrevent, deuxième châtelain héréditaire de Valenciennes, seigneur de Bouchain, de Denain, de Ribemont (Aisne) — où il est le troisième seigneur à porter ce prénom (le premier n'étant pas de cette famille), de Château-Porcien (Ardennes)..., donateur[50] en 1077 des terres à Pecquencourt pour l'emplacement et la fondation de l'abbaye d'Anchin (détruite en 1792). Parti en croisade le 15 août 1096 de l'abbaye d'Avelin, il est envoyé par Godefroid de Bouillon en tant qu'ambassadeur des Francs auprès de l'empereur grec pour demander des explications à Alexis Comnène sur certains agissements de certaines troupes d'élite de l'armée grecque, les Petchenègues. Il est tué le 24 février 1099 (touché à la tête par un rocher lancé par une machine de guerre au siège qu'il soutenait contre Archas, l'actuelle Tell Arqa).
- Philippe Blocquiel (XVe siècle) : chroniqueur et abbé de Saint-Aubert de Cambrai
- Monique Bouchez (1925-2016), secrétaire générale de l'Union féminine civique et sociale
- Charlie Capelle (1955- ) navigateur
- Jacqueline Debatte (1914-2004), poétesse
- Léopold Desbrosses (1821-1908), peintre et graveur
- Amédée Dherbecourt (1865-1937), homme politique, sénateur de la Seine.
- Pierre François Dumont, (1789-1864), fondateur de l'industrie métallurgique dans le Nord de la France.
- Timothée Trimm pseudonyme d'Antoine Joseph Napoléon Lespès, dit Léo Lespès, (1815-1875), célèbre chroniqueur, écrivain et journaliste, l'un des fondateurs en 1862 et collaborateur du Petit Journal.
- Pierre-Antoine-Joseph du Monchaux (1733-1766), médecin
- Philippe Petit, prieur Dominicain et historien, né le 3 juillet 1598, mort à Douai le 14 avril 1661, est l'auteur de L'Histoire de Bouchain.
- Auguste Pilati (1810-1877), compositeur et chef d'orchestre.
- Remfroye ou aussi Ragenfrede, l'aînée des neuf sœurs, sera à l'instauratrice de la fondation de l'Abbaye de Denain que son père fera construire sur ses terres de Denain ; sainte Remfroye en fut la première abbesse.
- Uriane Sorriaux (1859-1918), homme politique, député du Nord, maire de Courrières.
- François Théry-Falligan (1738-1816), homme politique
- Henri-Alexis de Tholosé (1781-1853), général de division, commandant de l'école polytechnique
- Pierre-Charles Laurent de Villedeuil (1742-1828), contrôleur général des finances sous Louis XVI.
- Théophile Louis Henri Wyart (1839-1904), zouave pontifical (1860), novice à la Trappe du Mont-des-Cats : Dom Sébastien Wyart (1872), ordonné prêtre à Rome (1877), prieur puis supérieur de l'Abbaye du Mont-des-Cats.

#### Mortes à Bouchain
- Tanneguy IV du Chastel meurt en 1477 en sauvant la vie de Louis XI qui assiégeait Bouchain.

#### Liées à Bouchain
- Thierry d'Alsace (vers 1099/1101 - 1168) bat, par vengeance, en 1150 Baudouin IV de Hainaut à Bouchain
- Claude Sylvestre Colaud (1754-1819), général de brigade, se replie à Bouchain le 23 mai 1793.
- Colonel Henri-Paul Desroche (1887-1942), commandant le 45e RI avec lequel il défend la ville pendant les combats de mai 1940.
- Léonor Marie du Maine du Bourg (1655-1739), maréchal de France, participe au siège de Bouchain en 1676.
- Claude Mairesse (1911-1944), résistant français, médecin lieutenant au 45e régiment d'infanterie. Il est fait prisonnier à Bouchain (Nord) le 26 mai 1940 lors des combats de la bataille de France.
- La Maison d'Ostrevant tient ce comté du Xe au XIIe siècle (après plusieurs carolingiens au Xe siècle, la tenant eux-mêmes d'envahisseurs danois installés depuis plusieurs siècles à Arras & Quentovic).
- Karl Philipp de Schwarzenberg (1771-1820), commandant une partie de l'avant garde du prince de Cobourg, reçoit l'Ordre militaire de Marie-Thérèse le 27 avril 1795, après un combat entre Bouchain et Cambrai.
- Jean Pierre de Selve (1647-1721) défend Bouchain, assiégé par le duc de Marlborough, lors du siège de 1711.

### Héraldique
| Blason de Bouchain | Blason  | D'argent à une porte crénelée de gueules. |
| Blason de Bouchain | Détails | Le statut officiel du blason reste à déterminer. |
| Blason de Bouchain | Alias   | Bien que le blasonnement traditionnel soit :D'argent à une porte crénelée de gueules, les écus portent une tour de gueules, plutôt qu'une porte crènelée. La tour est ronde, crénelée de cinq pièces, ajourée et maçonnée de sable et ouverte du champ sur une gravure des albums de Croÿ datant de 1609. Elle est carrée, couverte et flanquée de quatre tours sur le sceau ad causas des échevins au Moyen Âge et sur l'écu utilisé par la commune. |

## Pour approfondir